# Hertha Marks Ayrton
Hertha Marks Ayrton (Portsea, 28 d'abril de 1854 - Bexhill-on-Sea, 23 d'agost de 1923) fou una matemàtica, física, enginyera i inventora anglesa.
Tot i que va haver d'obrir-se pas en la ciència a través de la invenció, de manera que va publicar 26 patents, va rebre la Medalla Hughes de la Royal Society pels seus treballs sobre l'arc elèctric i pels seus estudis sobre el moviment oscil·latori de l'aigua i l'origen i el creixement de les dunes de les platges.

## Infància i estudis
Hertha Marks (nascuda amb el nom de Phoebe Sarah Marks, que va canviar per Hertha sent adolescent) va néixer a Portsea (Hampshire), Regne Unit, el 28 d'abril de 1854.
Era la tercera de vuit germans. El seu pare era un joier jueu anomenat Levi Marks, que havia abandonat Polònia fugint de les persecucions antisemites, i d'Alice Theresa Moss, una costurera i filla de Joseph Moss, un comerciant de vidre de Portsea. El seu pare va morir el 1861, deixant la família completament endeutada i la mare d'Hertha amb set fills i embarassada d'un vuitè; Hertha va prendre algunes de les responsabilitat de la cura dels seus germans més petits.
Amb nou anys, Hertha va ser convidada per les seves ties maternes, Marion Hartog i Belle Leo, que dirigien una escola al nord-oest de Londres amb Alphonse Hartog, a viure amb els seus cosins i ser educada amb ells. Això li va permetre estudiar en una escola mentre ajudava a l'economia familiar fent brodats. Ella era coneguda pels seus companys i professors com una personalitat ardent, i de vegades crua. Els seus cosins la van introduir a la ciència i a les matemàtiques. Als setze anys ja treballava com a institutriu per ajudar la seva mare.
A l'edat de setze anys, gràcies a l'ajuda econòmica de la feminista Barbara Bodichon, va poder assistir al Girton College, Universitat de Cambridge, on va estudiar matemàtiques i va tenir com a tutor el físic Richard Glazebrook. George Eliot va donar suport a la sol·licitud d'admissió d'Hertha per entrar al Girton. En aquell moment, Eliot escrivia la seva novel·la Daniel Deronda, i es diu que un dels personatges de la novel·la, Mirah, es basa en Hertha, encara que això no s'ha demostrat. Durant el seu temps a Cambridge, Hertha va construir un esfigmomanòmetre, va dirigir l'orfeó, va fundar el cos de bombers de Girton i, juntament amb Charlotte Scott, va crear un club de matemàtiques.

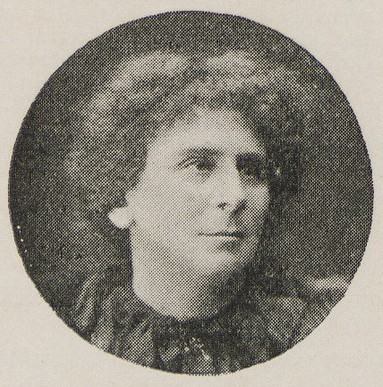
Imatges del Congrés Internacional de Dones, Londres, 1899

El 1880, Hertha va passar al Mathematical Tripos, però no va rebre cap grau acadèmic, ja que, en aquell moment, la Universitat de Cambridge només donava certificats i no graus complets a les dones. Hertha va passar un examen extern de la Universitat de Londres el 1881, que li va atorgar el títol de BSc (Bachelor of Science).

## Treballs sobre matemàtiques i enginyeria elèctrica
Al seu retorn a Londres, es va guanyar la vida fent classes particulars i brodant, va crear un club de dones treballadores i va cuidar de la seva germana invàlida. També va posar en pràctica les seves habilitats matemàtiques: va ensenyar an Notting Hill i Ealing Gigh School, i va crear i solucionar problemes matemàtics, molts dels quals es van publicar en el «Mathematical Questions and Their Solutions» de l'Educational Times.
El 1884, va patentar un instrument de dibuix d'enginyeria per a dividir una línia en qualsevol nombre de parts iguals, i per ampliar i reduir figures. Va ser el seu primer invent important. Encara que probablement el seu ús principal fos per a artistes, també era útil per a arquitectes i enginyers. La sol·licitud de patent d'Hertha va ser finançada per Lady Goldsmid i Barbara Bodichon, que li van avançar prou diners per a tirar endavant les seves patents. El seu invent es va mostrar en l'Exhibition of Women's Industries i va rebre molta atenció de la premsa. Hertha va honrar Barbara Bodichon anomenant la seva filla Barbara Bodichon Ayrton. La patent d'Hertha de 1884 va ser la primera de moltes. Fins a la seva mort va registrar 26 patents: 5 sobre divisors matemàtics, 13 sobre llums d'arc i elèctrodes i la resta sobre la propulsió d'aire.
El 1884, va començar a anar a classes nocturnes sobre electricitat en el Finsbury Technical College, impartides pel professor William Edward Ayrton, un pioner en l'ensenyament de física i enginyeria elèctrica i soci de la Royal Society. El 6 de maig de 1885 es va casar amb el seu exprofessor, que estava a favor dels seus esforços científics, i des de llavors va col·laborar amb els experiments del seu marit de física i electricitat. Gràcies a l'herència rebuda de Barbara Bodichon van poder dedicar-se plenament a la investigació.
Hertha va començar també la seva pròpia investigació sobre les característiques de l'arc elèctric. A finals del segle xix, l'ús de l'arc elèctric era molt comú en l'enllumenat públic. El seu major problema era la tendència dels arcs elèctrics a emetre espetecs i xiulets. Com a resultat de les seves pròpies investigacions sobre aquest tema, entre els anys 1895 i 1896 va escriure diversos articles a la revista The Electrician explicant que aquests fenòmens es produïen quan l'oxigen entrava en contacte amb les varetes de carboni utilitzades per a crear l'arc. A finals del segle xix, el treball d'Hertha en el camp de l'enginyeria elèctrica va ser àmpliament reconegut a nivell nacional i internacional. Al Congrés Internacional de Dones celebrat a Londres el 1899, Hertha va presidir la secció de física. El 1899, va ser la primera dona a llegir el seu propi estudi en l'Institut d'Enginyers Elèctrics (IEE). El seu estudi es va titular Hissing of the Electric Arc ('El xiulet de l'arc elèctric'). L'any següent va ser admesa com a membre de l'IEE (va ser la primera dona membre d'aquesta institució, i la següent no ho seria fins a 1958).
L'any 1900, va llegir l'article «The Light of the Arc» ('La llum de l'arc') al Congrés Internacional d'Electricitat de París. El seu èxit va fer que l'Associació Britànica per l'Avanç de la Ciència permetés a les dones entrar en comitès generals i particulars.
El 1902, Hertha va publicar The Electric Arc ('L'arc elèctric'), un compendi de les seves investigacions i treballs sobre l'arc voltaic, a partir dels seus primers articles d'The Electrician publicats entre 1895 i 1896. Amb aquesta publicació, la seva contribució al camp de l'enginyeria elèctrica va començar a consolidar-se. Tot i així, almenys al principi, Hertha no va ser ben rebuda per les més prestigioses i tradicionals societats científiques com la Royal Society. En el període posterior a la publicació de The Electric Arc, Hertha va ser proposada com a sòcia de la Royal Society pel reconegut enginyer elèctric John Perry el 1902. El Consell de la Royal Society va desestimar la seva sol·licitud «perquè les dones casades no podien ser candidates a sòcies». Tot i així, el 1904, es va convertir en la primera dona a llegir la seva ponència «The Origin and Growth of Ripple Marks» ('L'origen i el creixement de les marques de l'ondulació') en la Royal Society, que després es va publicar al Proceedings of the Royal Society.
El 1906, li va ser concedit el guardó més prestigiós de la Royal Society, la Medalla Hughes, «en reconeixença de les seves investigacions sobre el moviment d'ones en la sorra i aigua, i del seu treball sobre l'arc elèctric». Va ser la cinquena persona a obtenir aquest premi, que es concedeix anualment des de 1902 en reconeixença d'un descobriment original en les ciències físiques, particularment en electricitat i magnetisme o les seves aplicacions; i fins a 2013, una de les dues úniques dones guardonades. Hertha va llegir de nou els seus estudis a la Royal Society el 1908 i 1911; també va presentar els resultats de la seva investigació davant el públic de la British Association i al Physical Society.
L'interès d'Hertha pel vòrtex en l'aigua i en l'aire va inspirar el ventilador Ayrton, conegut com a flapper, que va ser utilitzat per les tropes angleses a França per a netejar les trinxeres dels gasos verinosos que utilitzava l'exèrcit alemany. Hertha va lluitar per la seva acceptació i va organitzar la seva producció; se'n van utilitzar més de 100.000 al front occidental. Aquest tipus de ventilador es va utilitzar també per a la ventilació de mines i canonades subterrànies.
Hertha va ajudar a fundar l'International Federation of University Women (Federació Internacional de Dones Universitàries) el 1919 i el National Union of Scientific Workers (Sindicat Nacional de Treballadors Científics) el 1920. Posteriorment, va estudiar diferents tipus de carbons que es podien utilitzar per a la il·luminació per arc elèctric. Cal destacar els seus estudis en relació amb els fars i els focus per a la indústria cinematogràfica.
Hertha va morir de sèpsia (com a resultat d'una picada d'insecte) el 26 d'agost de 1923, a l'edat de 69 anys.

## Commemoracions

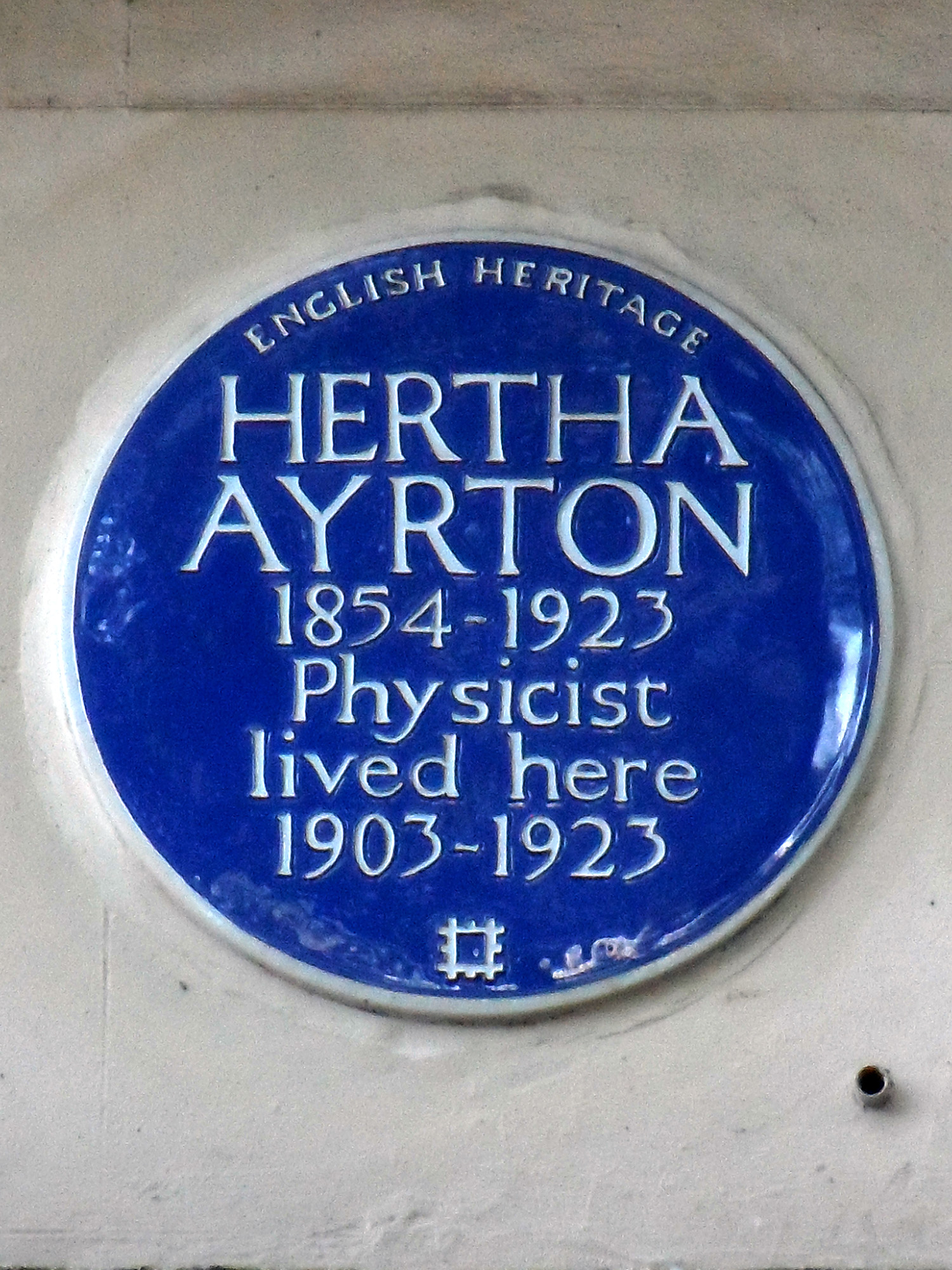
Placa blava erigida el 2007 per l'English Heritage al 41 Norfolk Square, Paddington, Londres,

- Dos anys després de la seva mort, el 1923, Ottilie Hancock, amiga de tota la vida d'Hertha, va dotar la beca d'investigació Hertha Ayrton a la Universitat de Girton.[7] Aquesta dotació continua en l'actualitat.[17]

- Una placa blava erigida el 2007 commemora Hertha al 41 Norfolk Square, a Paddington.[18]

- El 2010, un comitè de Fellows femenines de la Royal Society i historiadors de la ciència van triar Hertha com una de les deu dones britàniques més influents de la història de la ciència.[19]

- El 2015, la Societat Britànica d'Història de la Ciència va crear el premi Aryton Prize per a projectes web i d'adhesió digital en la història de la ciència. Es va atorgar el premi inaugural a Voices of Science (http://www.bl.uk/voices-of-science Arxivat 2021-04-10 a Wayback Machine.), un projecte de la British Library.[20]

- El 28 d'abril de 2016, Google va commemorar el 126è aniversari d'Hertha Ayrton amb un Google Doodle en la seva pàgina principal.[21]